# Pallanne
Pallanne é uma comuna francesa na região administrativa de Occitânia, no departamento de Gers. Estende-se por uma área de 5,18 km². Em 2010 a comuna tinha 62 habitantes (densidade: 12 hab./km²).